# Ткаченко Ігор Анатолійович
І́гор Анато́лійович Ткаче́нко («Череп»; 4 квітня 1964 — 8 грудня 2001) — колишній тренер жіночої збірної України з баскетболу «ТІМ-СКУФ», він же — кримінальний авторитет «Череп».

## Життєпис
У дитинстві переїхав з сім'єю до України із Темиртау і вступив у спортивний інтернат. У середині 1980-х потрапив до нової хвилі кримінального світу Києва, ставши одним із його найвідоміших «авторитетів». Відзначався особливою жорсткістю та торгівлею людьми.
У кримінальних колах України Ткаченко був відомий за прізвиськом «Череп». Його не раз притягали до кримінальної відповідальності. Відбував покарання у запорізькій колонії.
Востаннє притягувався за носіння вогнепальної зброї. Тривалий час Ткаченко перебував під пильним наглядом столичного УБОЗу. За його угрупованням, як і за групами «Фашиста» і «Прища» велося постійне оперативне спостереження.
Справою Ткаченка деякий час займався Валерій Кур, в якого Ткаченко кинув шумову гранату.
Дружина — олімпійська чемпіонка Ткаченко Марина Іванівна.

### Злочини
- 1992 року — Печерський суд засудив Ігоря на два роки шість місяців по статті 188 ч. 2 КК України за опір працівникам міліції;
- 1996 року — сім років по статті 144 ч. 3 КК — за здирництво (це мінімум), але незабаром вийшов на свободу;
- 4 березня 1997 помилуваний згідно указу президента
- 1999 — затриманий біля Палацу Спорту за носіння пістолета
- ще раз Череп потрапив за ґрати, перебуваючи під слідством у новій кримінальній справі, в кінці 90-х. Просидів декілька місяців і був звільнений одним із заступників прокурора Києва. Відтоді не заарештовувався.

## Вбивство
Вбивство трапилося в суботу 8 грудня 2001 року незадовго до полудня в районі вулиці Срібнокільської (Дарницький район Києва), коли авторитет йшов на стоянку, де стояла його машина. Череп тільки вийшов з проходу між двома будинками, коли приїхала червона «п'ятірка» — «Жигулі» з херсонськими номерами. Всередині перебувала одна людина. Водій-кілер зброю не викинув, але, судячи з усього, стріляв з пістолета ТТ. Ігоря відвезли до лікарні, де він приблизно за годину помер від трьох кульових поранень.